# Viorica Dăncilă
Vasilica Viorica Dăncilă (Roșiorii de Vede, 16 dicembre 1963) è una politica romena.
Dal giugno 2009 al gennaio 2018 è europarlamentare, eletta nelle file del Partito Social Democratico.
Il 17 gennaio 2018 è stata designata Primo ministro della Romania dal Presidente della Repubblica Klaus Iohannis. È entrata in carica il 29 gennaio successivo, come prima donna  Primo ministro nella storia della Romania.
Nel maggio 2021 fu assunta come consulente nel quadro del dipartimento per l'energia verde, una delle cinque sezioni che costituivano il comitato per l'adesione all'euro della Banca nazionale della Romania.
Il 29 marzo 2022 annunciò il suo addio al PSD e l'iscrizione al partito Nazione, Uomini, Insieme (NOI).
Nel 2024 si iscrisse al Partito Nazionale Conservatore Romeno e si candidò alle elezioni parlamentari.

## Biografia
Viorica Dăncilă è nata il 16 dicembre 1963 a Roșiorii de Vede, nel Distretto di Teleorman. Nel 1988 si è laureata presso la Facoltà di perforazione di pozzi e sfruttamento di giacimenti di idrocarburi presso l'Università di petrolio e gas a Ploiești.
Nel 2006 Dăncilă ha conseguito il master in Spazio pubblico europeo presso la Scuola nazionale di studi politici e amministrativi a Bucarest.
Tra il 1997 e il 1998 è stata professore al Liceo Industriale di Videle. Dal 1997 al 2009 è stata ingegnere presso Petrom SA, succursale Videle, servizio di monitoraggio della produzione di petrolio e gas.

## Carriera politica

### Nel Parlamento europeo

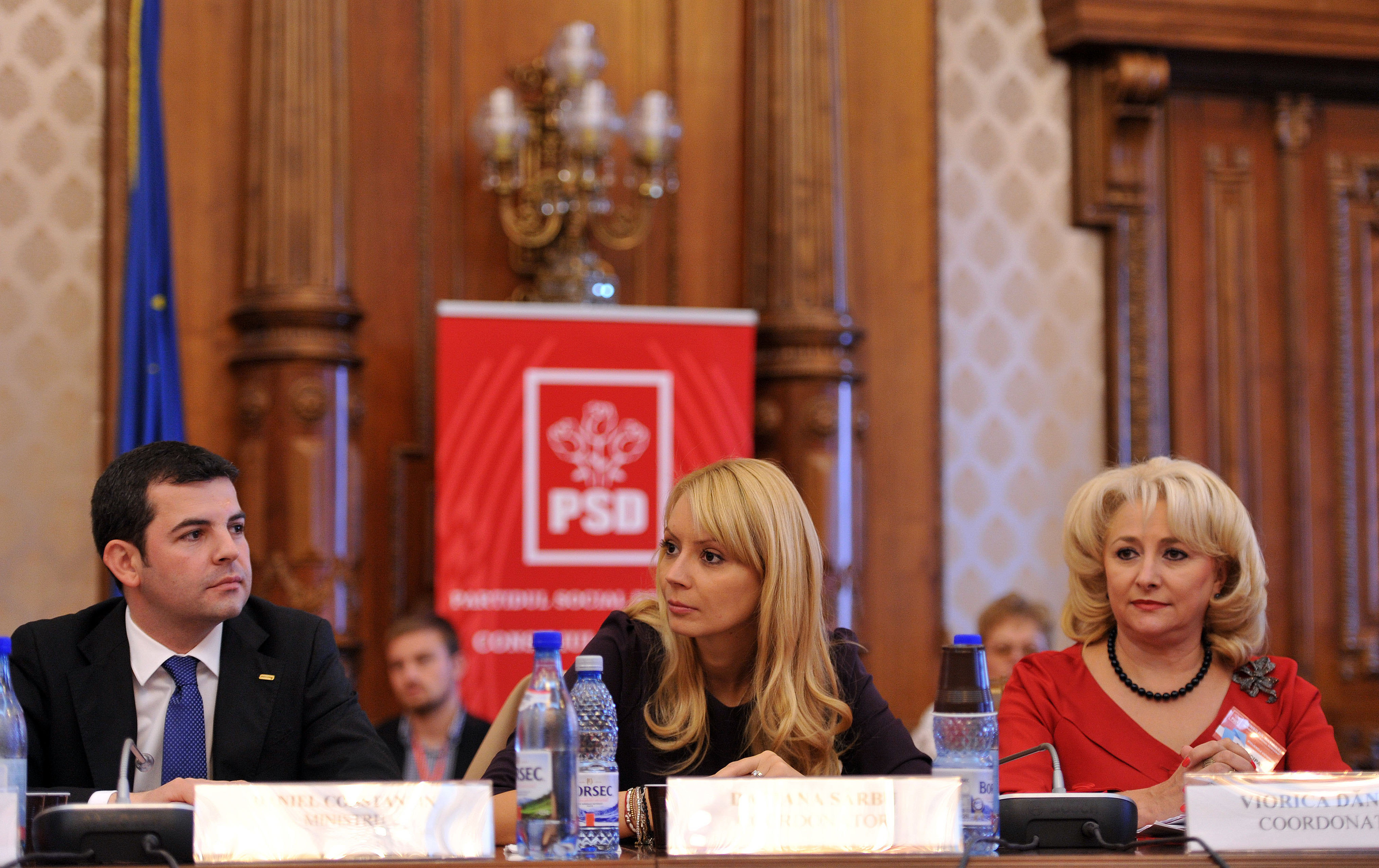
Daciana Sârbu e Viorica Dăncilă ai Workshops del Futuro - 3ª edizione, Palazzo del Parlamento.

Nel 2009, Viorica Dăncilă è stata eletta negli elenchi del Partito Social Democratico per il suo primo mandato come membro del Parlamento europeo. È stata attiva nel gruppo Alleanza Progressista dei Socialisti e dei Democratici. Durante il periodo di 5 anni, non ha redatto alcun rapporto come relatore (legislatore primario).
Nel 2013 è stata nominata relatrice del Parlamento europeo per il bilancio 2014 per l'agricoltura a livello europeo.
Nel 2014, Viorica Dăncilă è stata eletta per un altro mandato come deputato alle liste del Partito Social Democratico. È anche il leader della delegazione dei socialdemocratici rumeni al PE. Viorica Dăncilă è vicepresidente della Commissione per l'agricoltura e lo sviluppo rurale del PE. È inoltre membro a pieno titolo della Commissione per i diritti della donna e l'uguaglianza di genere e di un membro supplente della Commissione per lo sviluppo regionale.
Nel 2015, è stata selezionata per i MEP Awards, nella categoria Agricoltura. Due anni dopo, nel 2017, è stata nuovamente nominata, in due distinte categorie: diritti delle donne e uguaglianza di genere, ricerca e innovazione.

### Nell'Organizzazione delle Donne Socialdemocratiche
Nel 2015, le donne socialdemocratiche hanno proposto un patto alle forze politiche nazionali che mirava a proteggere le donne dalla violenza domestica. Si trattava di un'iniziativa di Viorica Dăncilă, allora presidente in carica dell'organizzazione, cresciuta alla Summer School OFSD a Mamaia, il 28-30 agosto.
Nell'ottobre 2015 è stata eletta Presidente dell'Organizzazione delle donne socialdemocratiche. In qualità di presidente OFSD, Viorica Dăncilă ha chiesto ai dirigenti del PSD di garantire una quota di almeno il 30% di donne candidate nelle liste del Partito Social Democratico durante le elezioni. La proposta è stata approvata dalla direzione del PSD.

### Primo ministro

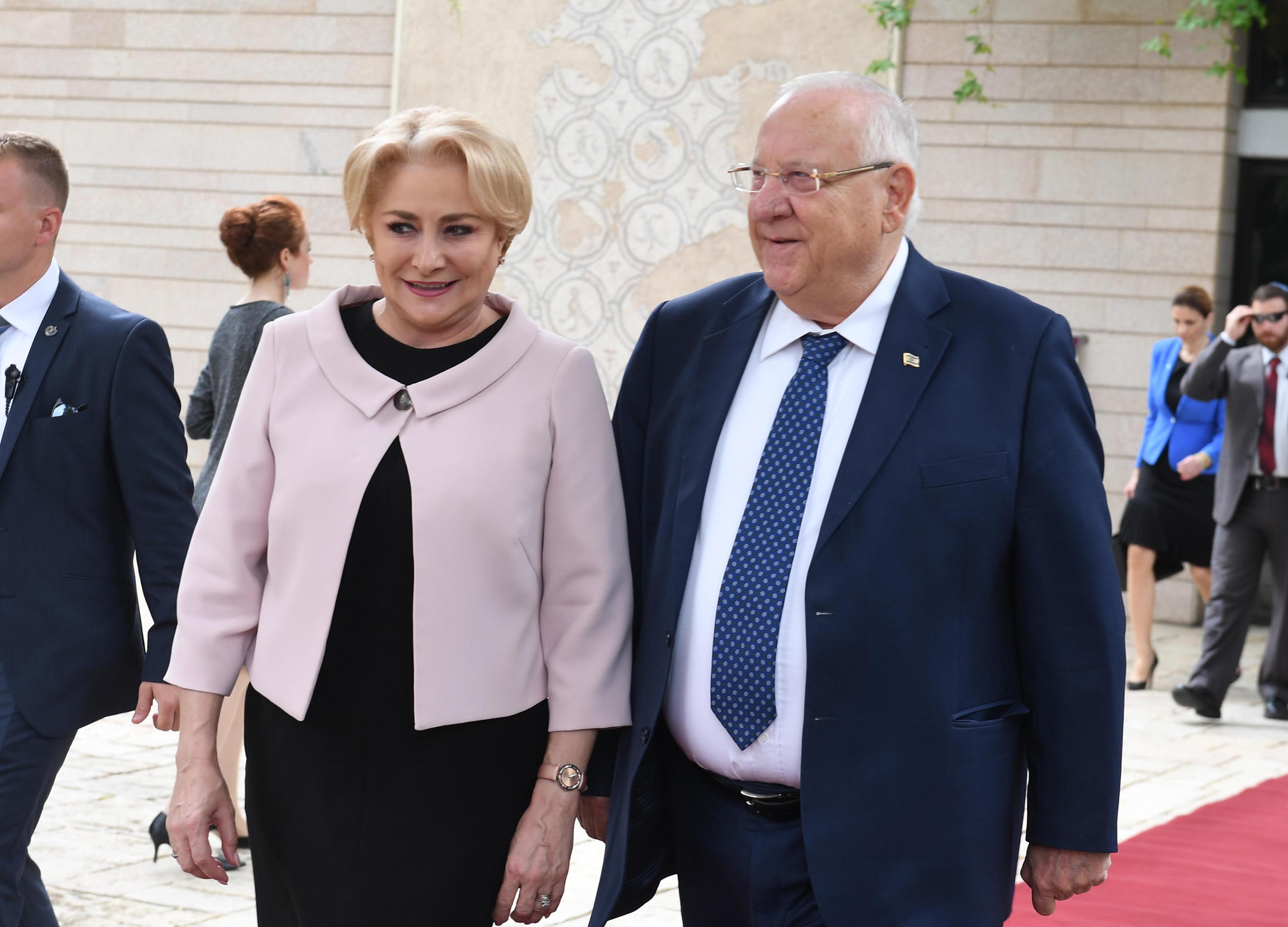
Viorica Dăncilă e il presidente israeliano Reuven Rivlin

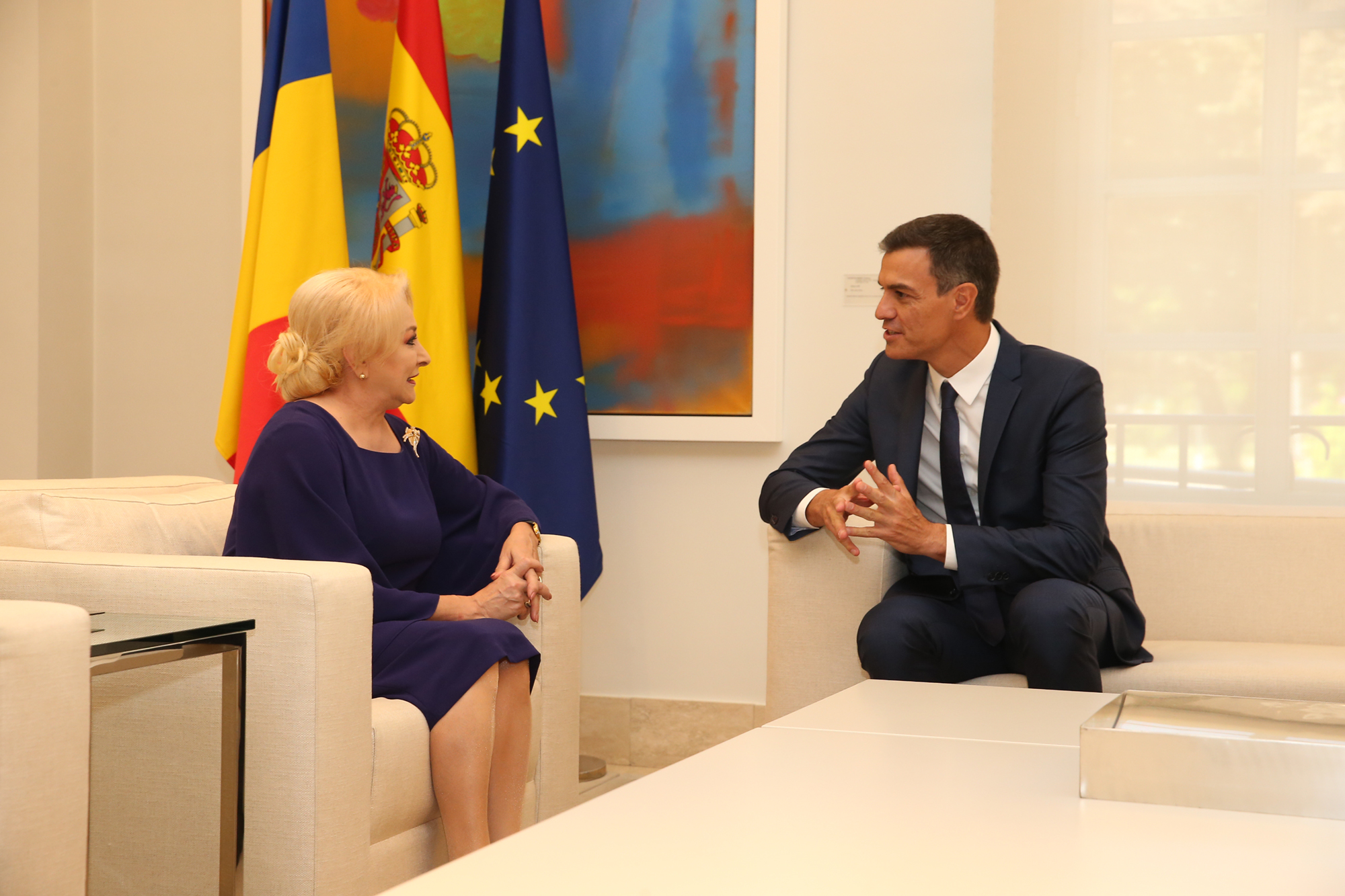
Il presidente del governo spagnolo Pedro Sánchez incontra Viorica Dăncilă il 6 settembre 2018

Il 17 gennaio 2018, il presidente del Partito Social Democratico Liviu Dragnea ha nominato Viorica Dăncilă per ricoprire l'incarico di Primo Ministro, diventando così la prima donna Primo Ministro della Romania ed il terzo capo di governo del paese in un anno. Il suo predecessore, Mihai Tudose, si è dimesso il 15 gennaio dopo che il suo stesso partito ha ritirato il suo sostegno.
Il presidente Klaus Iohannis ha accettato la nomina del PSD e nominato Dăncilă primo ministro designato in una mossa criticata aspramente dai suoi sostenitori e dai principali partiti di opposizione. Il suo governo ha ricevuto il voto di fiducia dal Parlamento il 29 gennaio. Il 10 ottobre 2019 cade il suo governo a seguito di una mozione di sfiducia con 240 voti a favore. Il 4 novembre 2019 il suo incarico, dopo quasi due anni, è ufficialmente terminato.
Durante le elezioni presidenziali in Romania del 2019, al secondo turno, prese 3.339.922 voti.

## Controversie
Nel febbraio 2018, Dăncilă era al centro di uno scandalo di discriminazione. Ha catalogato come "autistici" i deputati europei che "disinformano l'UE" riguardo ai cambiamenti delle leggi sulla giustizia.
Poco dopo, l'Associazione dei genitori di bambini con autismo ha comunicato che l'uso del termine "autistico" con un significato profondamente negativo in una disputa politica è un'offesa per coloro che hanno questa condizione. Inoltre, il Consiglio nazionale per la lotta alla discriminazione ha avviato le procedure di audizione di Viorica Dăncilă per i suoi percepiti commenti discriminatori. Più tardi si è scusata per la dichiarazione e ha detto che attraverso il paragone non voleva insultare le persone con autismo.
È stata anche criticata per aver mostrato una mancanza di conoscenza della grammatica rumena, una mancanza di fluidità verbale, scarsa conoscenza dei termini e argomenti relativi ai suoi compiti. Mircea Dumitru, rettore dell'Università di Bucarest ed ex ministro della Pubblica Istruzione, ha definito il suo linguaggio come "difficile da capire" e "pieno di errori costruttivi sintattici e di incongruenze logiche".
Dopo aver evitato ripetutamente incontri e conversazioni telefoniche con il presidente Klaus Iohannis, nell'aprile 2018 quest'ultimo le ha chiesto di dimettersi, sostenendo che "non affronta la posizione di primo ministro e rende il governo e la Romania vulnerabili".
Inoltre, Iohannis ha accusato Dăncilă di aver obbedito agli "ordini del capo del partito, peraltro condannato per frode elettorale e anche in primo grado per frode a fondi pubblici, Liviu Dragnea" e ha annunciato di aver perso la fiducia in lei.
È stata accusata di intrattenere relazioni mafiose, sia in Romania che all'estero, che hanno degradato il patrimonio culturale e l'economia nazionale.
Nel luglio 2018, Dăncilă provocò indignazione in Montenegro quando, durante un incontro con il primo ministro Duško Marković, confuse la capitale del paese, Podgorica, con Pristina, la capitale del Kosovo (che non è riconosciuta come una nazione indipendente dalla Romania).

### Denuncia penale per alto tradimento
Il 17 maggio 2018, Ludovic Orban, leader del principale partito di opposizione PNL, ha presentato una denuncia penale contro Dăncilă per alto tradimento e usurpazione delle qualità ufficiali a seguito del trasferimento dell'ambasciata rumena da Tel Aviv a Gerusalemme senza il consenso e l'approvazione del presidente Klaus Iohannis.

## Vita privata
Viorica Dăncilă è sposata con Cristinel Dăncilă, manager presso una compagnia petrolifera ed ex consigliere nel Consiglio del Distretto di Teleorman. Ha un figlio, Victor.